# Brian Bromley
Brian Bromley (* 20. März 1946 in Burnley; † 9. März 2012 in Southampton) war ein englischer Fußballspieler.

## Sportlicher Werdegang
Bromley begann seine Karriere bei den Bolton Wanderers, mit denen er kurze Zeit nach seinem Debüt 1964 aus der First Division abstieg. Im November 1968 wechselte er nach 166 Meisterschaftsspielen, in denen der Mittelfeldspieler 25 Tore erzielt hatte, innerhalb der Second Division zum FC Portsmouth. 1972 wechselte er erneut innerhalb der zweithöchsten Spielklasse, als er sich Brighton & Hove Albion anschloss. Mit dem Klub stieg er jedoch im folgenden Sommer als Tabellenschlusslicht in die Third Division ab. Dort bestritt er noch eine halbe Spielzeit, ehe er sich Anfang 1974 vertraglich an den FC Reading in der Fourth Division band. Anfang 1975 wurde er kurzzeitig an den Ligakonkurrenten FC Darlington ausgeliehen, ehe er ab dem Sommer des Jahres seine Laufbahn bei Wigan Athletic im Non-League Football ausklingen ließ.
Insgesamt bestritt Bromley 322 Ligaspiele in den verschiedenen Spielebenen der Football League, dabei erzielte er 33 Treffer.